# Sundadanionidae
Die Sundadanionidae sind eine Familie sehr kleiner Süßwasserfische aus der Ordnung der Karpfenartigen bestehend aus neun Arten in zwei Gattungen. Arten der Sundadanionidae kommen im tropischen Südostasien auf Borneo, Sumatra, Bangka, Bintan und Singkep vor und bewohnen torfige Sümpfe und Schwarzwasserflüsse.

## Merkmale
Für die Familie liegt zurzeit noch keine Beschreibung der diagnostischen, apomorphen morphologischen Merkmal vor, da die Verwandtschaft der zwei zur Familie gehörenden Fischgattung mit molekularbiologischen Untersuchungen begründet wird. Bei allen neun gegenwärtig zu den Sundadanionidae gehörenden Fischarten handelt es sich um sehr kleine 1,6 bis 2,3 lang werdende Karpfenfischverwandte, die einen
langgestreckten, im Querschnitt leicht ovalen Körper haben und durchsichtig hellgelb, bläulich bis leicht rötlich gefärbt sind.
- Flossenformel: Dorsale ii-iii/5–6/i; Anale iii/6–7; Pectorale 9–10; Ventrale 6–7; Caudale 10 + 9 Hauptflossenstrahlen.[1][2]

## Gattungen und Arten
- Fangfangia Britz, Kottelat & Hui, 2011
  - Fangfangia spinicleithralis Britz, Kottelat & Hui, 2011
- Sundadanio Kottelat & Witte, 1999[3]
  - Sundadanio atomus Conway, Kottelat & Tan, 2011
  - Sundadanio axelrodi (Brittan, 1976)
  - Sundadanio echinus Conway, Kottelat & Tan, 2011
  - Sundadanio gargula Conway, Kottelat & Tan, 2011
  - Sundadanio goblinus Conway, Kottelat & Tan, 2011
  - Sundadanio margarition Conway, Kottelat & Tan, 2011
  - Sundadanio retiarius Conway, Kottelat & Tan, 2011
  - Sundadanio rubellus Conway, Kottelat & Tan, 2011

## Systematik
Die Gattung Sundadanio wurde im Jahr 1999 durch den Schweizer Ichthyologen Maurice Kottelat und seinen deutschen Kollegen Kai-Erik Witte zusammen mit Trigonostigma eingeführt. Im Jahr 2011 beschrieb ersterer zusammen mit zwei Mitarbeitern Fangfangia spinicleithralis, die einzige Art der damit monotypischen Gattung Fangfangia. Beide Fischgattungen wurden zunächst in die Unterfamilie der Bärblinge innerhalb der Karpfenfische (Cyprinidae) gestellt. Die Familie Sundadanionidae wurde im Jahr 2010 durch den britischen Ichthyologen Richard Mayden und seinen chinesischen Kollegen Wei-Jen Chen für Sundadanio eingeführt. Anfang 2018 wurde eine umfassenden Revision der Systematik der Karpfenartigen (Cypriniformes) veröffentlicht in der neben Sundadanio auch Fangfangia in die Familie Sundadanionidae gestellt wurde.

## Belege
1. 1 2 3  Kevin W. Conway, Maurice Kottelat & Tan Heok Hui: Review of the Southeast Asian miniature cyprinid genus Sundadanio (Ostariophysi: Cyprinidae) with descriptions of seven new species from Indonesia and Malaysia. Ichthyol. Explor. Freshwaters, Band 22, Nr. 3, September 2011 © by Verlag Dr. Friedrich Pfeil, München, Germany – ISSN 0936-9902
2. 1 2 3 4  Ralf Britz, Maurice Kottelat & Tan Heok Hui: Fangfangia spinicleithralis, a new genus and species of miniature cyprinid fish from the peat swamp forests of Borneo (Teleostei: Cyprinidae). Ichthyol. Explor. Freshwaters, Band 22, Nr. 4, Seite 327–335 © 2011 by Verlag Dr. Friedrich Pfeil, München, Germany – ISSN 0936-9902 PDF
3. ↑  Sundadanio auf Fishbase.org (englisch)
4. ↑  Maurice Kottelat, Kai-Erik Witte  1999: Two new species of Microrasbora from Thailand and Myanmar, with two new generic names for small southeast Asian cyprinid fishes (Teleostei: Cyprinidae). Journal of South Asian Natural History v. 4 (no. 1): 49-56.
5. ↑  Mayden, R.L. & Chen, W.-J. 2010. The world’s smallest vertebrate species of the genus Paedocypris: A new family of freshwater fishes and the sister group to the world’s most diverse clade of freshwater fishes (Teleostei: Cypriniformes). Molecular Phylogenetics and Evolution, 57 (1): 152-175 · Oktober 2010 DOI: 10.1016/j.ympev.2010.04.008
6. ↑  Tan, M. & Armbruster, J.W. (2018): Phylogenetic classification of extant genera of fishes of the order Cypriniformes (Teleostei: Ostariophysi). Zootaxa, 4476 (1): 6–39. doi: 10.11646/zootaxa.4476.1.4